# Ivica Dragutinović
Ivica Dragutinović (Servisch: Ивица Драгутиновић) (Prijepolje, Servië, 13 november 1975) is een voormalig Servisch voetballer. Hij speelde sinds 2005 als verdediger bij de Spaanse club Sevilla FC, waar hij in 2011 afzwaaide als profvoetballer. Daarnaast was hij ook Servisch international.

## Carrière

### Servië
Dragutinović begon zijn carrière in eigen land bij FK Polimlje Prijepolije, hij debuteerde als 17-jarige in het eerste elftal dat toentertijd in de derde Servische divisie speelde. Zijn 2e jaar als profvoetballer speelde hij bij divisiegenoot FK Bor. Het volgende seizoen maakte de verdediger de overstap naar de Servische hoogste divisie, hij ging spelen voor FK Borac Čačak. Hier verbleef Dragutinović twee seizoenen, voordat hij naar het buitenland vertrok.

### België
Dragutinović kwam transfervrij over vanuit Čačak naar de toenmalig Belgische eersteklasser AA Gent. Onder trainer Trond Sollied groeide de Servische verdediger uit tot een vaste waarde. Ondanks twee zware blessures, speelde Dragutinović meer dan 80 wedstrijden in Gent in vier seizoenen tijd.
Door zijn goede spel bij AA Gent, werd Dragutinović in de zomer van 2000 getransfereerd naar Standard Luik. De Belgische topclub maakte 2.2 miljoen euro over voor de linkspoot. Dragutinović bleef blessuregevoelig, maar bewees toch van grote waarde te zijn en hij speelde de laatste seizoenen zelfs als aanvoerder. Onder aanvoering van de Serviër pikte Standard Luik weer aan bij de top-3 in België. Ondertussen was Dragutinović uitgegroeid tot international en gewild bij diverse clubs, waaronder Newcastle United, Borussia Dortmund en Feyenoord.

### Spanje
In de winterstop van het seizoen 2005/06 maakte de linksbenige verdediger de overstap naar de Primera División. Hij tekende een meerjarig contract bij Sevilla FC. Eindelijk won Dragutinović zijn verdiende prijzen. Met de Spaanse club won hij tweemaal achtereen de UEFA Cup, in 2006 en in 2007. Ook werd in 2006 de Europese Super Cup gewonnen. In het jaar 2007 werden bovendien nog twee Spaanse bekers gewonnen; de Copa del Rey en de Supercopa. Op 25 augustus 2007 gaf Dragutinović in de competitiewedstrijd tegen Getafe CF eerste hulp aan teamgenoot Antonio Puerta. Puerta kreeg op het veld in de 28ste minuut een hartstilstand. Dragutinović zorgde ervoor dat hij zijn tong niet inslikte. Drie dagen later overleed Puerta alsnog.

## Nationaal elftal
Dragutinović maakte in 2000 zijn debuut voor het nationale team van wat toen nog Joegoslavië was. De verdediger was ook een vaste waarde in het team van de opvolger van dit team; Servië & Montenegro. Hij was een van de verdedigers van de zogeheten Famous Four. Tezamen met Nemanja Vidić, Mladen Krstajić en Goran Gavrančić kreeg het team slechts één goal tegen tijdens de kwalificatie voor het WK 2006. Servië & Montenegro werd tijdens het WK 2006 reeds in de groepsfase uitgeschakeld, Dragutinović speelde een van de drie wedstrijden. Sinds Servië als onafhankelijk land haar wedstrijden speelt, is Dragutinović een vaste waarde in de selectie.
Na afloop van de kwalificatiewedstrijd in het EK 2008 tegen Portugal met het Servische nationale elftal, gaf de trainer van Portugal, Scolari, de Serviër een klap. Dragutinović wilde hem terug slaan, maar raakte de coach niet. Scolari kreeg een geldboete en Dragutinović kreeg een schorsing van twee internationale wedstrijden.

## Clubstatistieken
| seizoen | club                    | land        | competitie         | duels | goals |
| ------- | ----------------------- | ----------- | ------------------ | ----- | ----- |
| 1992/93 | FK Polimlje Prijepolije | Joegoslavië | Meridian Superliga | 6     | 0     |
| 1993/94 | FK Bor                  | Joegoslavië | Meridian Superliga | 17    | 0     |
| 1994/95 | Borac Čačak             | Joegoslavië | Meridian Superliga | 13    | 0     |
| 1995/96 | Borac Čačak             | Joegoslavië | Meridian Superliga | 26    | 3     |
| 1996/97 | AA Gent                 | België      | Eerste Klasse      | 27    | 2     |
| 1997/98 | AA Gent                 | België      | Eerste Klasse      | 11    | 3     |
| 1998/99 | AA Gent                 | België      | Eerste Klasse      | 31    | 2     |
| 1999/00 | AA Gent                 | België      | Eerste Klasse      | 15    | 4     |
| 2000/01 | Standard Luik           | België      | Eerste Klasse      | 24    | 3     |
| 2001/02 | Standard Luik           | België      | Eerste Klasse      | 24    | 0     |
| 2002/03 | Standard Luik           | België      | Eerste Klasse      | 23    | 0     |
| 2003/04 | Standard Luik           | België      | Eerste Klasse      | 29    | 0     |
| 2004/05 | Standard Luik           | België      | Eerste Klasse      | 33    | 0     |
| 2005/06 | Standard Luik           | België      | Eerste Klasse      | 3     | 0     |
| 2005/06 | Sevilla FC              | Spanje      | Primera División   | 21    | 1     |
| 2006/07 | Sevilla FC              | Spanje      | Primera División   | 25    | 1     |
| 2007/08 | Sevilla FC              | Spanje      | Primera División   | 23    | 1     |
| 2008/09 | Sevilla FC              | Spanje      | Primera División   | 14    | 0     |
| 2009/10 | Sevilla FC              | Spanje      | Primera División   | 21    | 2     |
| 2010/11 | Sevilla FC              | Spanje      | Primera División   | 3     | 0     |
| Totaal  | Totaal                  | Totaal      | Totaal             | 389   | 22    |

## Erelijst
- Winnaar UEFA Cup: 2006, 2007
- Winnaar Europese Super Cup: 2006
- Winnaar Copa del Rey: 2007
- Winnaar Spaanse Super Cup: 2007